# 벤투아리강

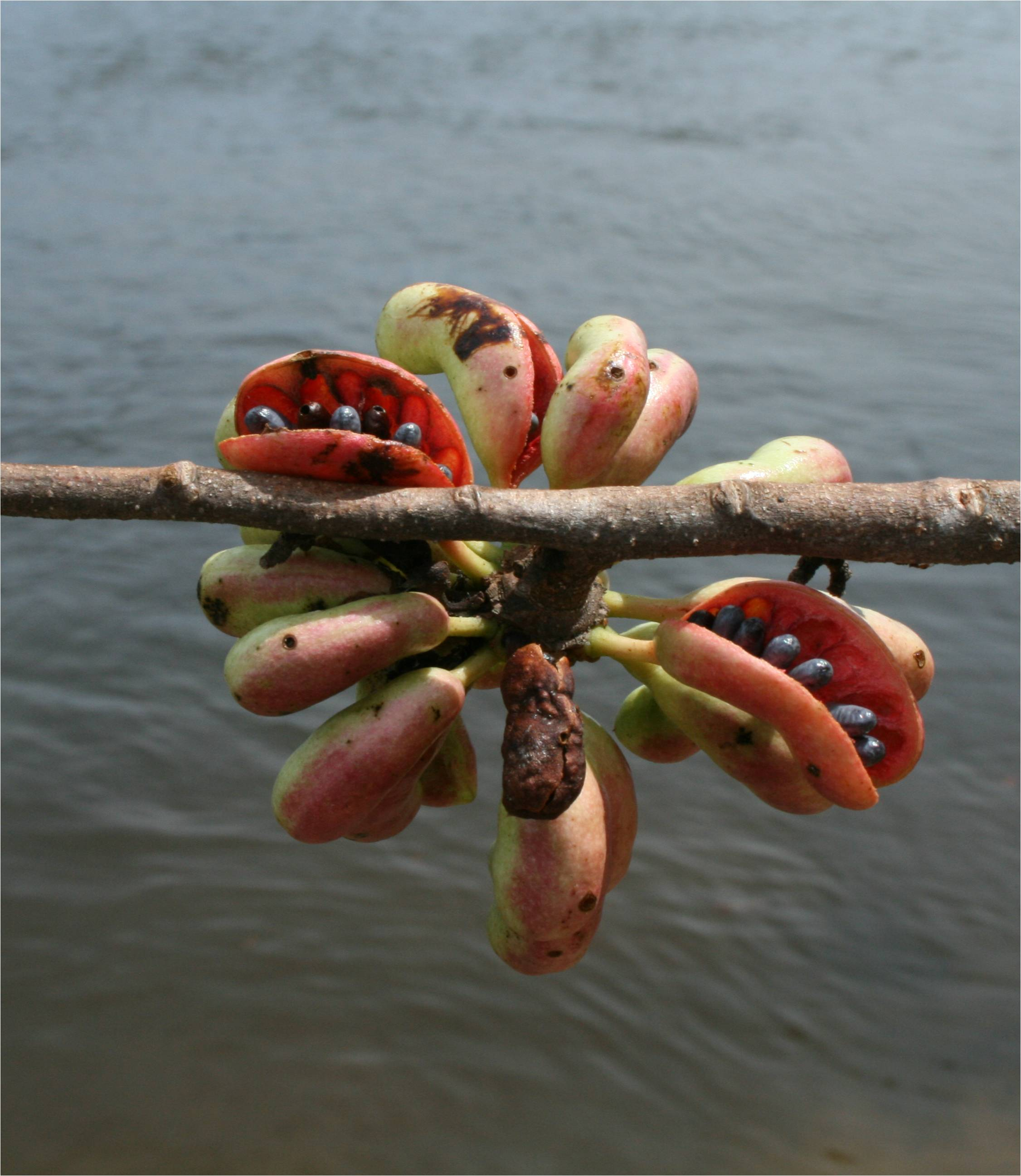

벤투아리강(Ventuari River)은 베네수엘라에서 흐르는 강이다.